# 全天候
24/7、24-7、24×7、24/7/52、24-7-52、24-7-365、24/7/365、全天候運營或全時服務在商業和工業領域裏，通常是指所提供的不間斷的服務，即不管任何時候、白天或黑夜，都有營業。

## 種類
這樣的服務一般都能在超級市場、自動提款機、加油站、餐館、賭場、酒店、便利店和政府的警察部門、醫院、消防部門等見到。一些工廠和公用事業因生產作業和基礎設施運作不能間斷，也採24小時運作，例如煉鋼廠、發電廠、晶圓、電信公司、航空業和一些大城市的公共交通等。

## 方法

### 輪班工作
目前多數全天候服務由輪班工作制提供。

### 地理交替
可以雇傭不同時區的遠距工作者。

## 服务中断
在某些情况下，全天候服务可能会因特定情况而暂时不可用。此类情况可能包括定期维护、升级或翻新、紧急维修和禁令。当由于极端天气、死亡威胁、自然灾害或强制疏散等情况导致最低数量的员工无法到场时，依赖于特定地点员工实际在场的全天候服务也可能会中断。
一些 24/7 服务在重大节假日期间会关闭。

## 冗余和强化
24/7 服务通常采用复杂的方案，以确保其能够抵御潜在的中断、在发生中断时的恢复能力以及总体可靠性的最低标准。
关键基础设施可能由故障转移系统、发电机和卫星通信提供支持。如果发生灾难，一些全天候服务会准备完全冗余、并行的基础设施，这些基础设施通常位于其他地理区域。